# Hartigova
Hartigova ulice v Praze je jedna z významných ulic Žižkova a také jedna z nejdelších pražských ulic. Její délka je asi 3,3 km. Název ulice připomíná prvního žižkovského starostu Karla Hartiga.

## Historie a názvy
Ulice vznikla ze starobylé silnice mířící z centra Prahy Horskou branou do Českého Brodu či dále na Vídeň – proto nesla původně název Vídeňská. V její blízkosti stávala řada usedlostí: Smetanka, Čapková, Lidmonka, Rožmitálka, Ohrada, Pražačka, Chmelnice.
Od roku 1875, kdy se Žižkov oddělil od Královských Vinohrad, se ulice až do roku 1940 jmenovala Poděbradova. V letech 1940–1945 to byla Brněnská, potom na jeden rok opět Poděbradova, ale rozhodnutím Ústředního národního výboru hl. m. Prahy byla v roce 1946 přejmenována na Koněvovu (podle Ivana Stěpanoviče Koněva). Název vydržel až do roku 2023, kdy Rada hlavního města Prahy rozhodla o přejmenování na Hartigovu od 1. října.

## Trasa ulice
Ulice prochází téměř celým Žižkovem. Začíná jako pokračování Husitské ulice u Tachovského náměstí a mírně stoupá zhruba východním směrem, prochází severním okrajem Žižkova pod hřbetem Vítkova ke křižovatce Ohrada. Za ní pokračuje dál na východ k ulici Jeseniova, kde začíná mírně klesat, a pokračuje přes Jarov ke spojnici ulic Českobrodská a Spojovací, kde končí a odkud je jejím pokračováním ulice Českobrodská.
Od křižovatky Ohrada středem ulice vede tramvajová trať, končící smyčkou za křižovatkou se Spojovací. Zástavbu ulice tvoří převážně činžovní domy, často s obchody či provozovnami služeb v přízemích.
Významné budovy a místa:
- Tachovské náměstí (kdysi lidově zvané  „U váhy“, do roku 1958 Žižkovo náměstí) – malé náměstíčko, na jehož severní straně je ústí Žižkovského tunelu pro pěší a cyklisty, vedoucího pod vrchem Vítkov do Karlína
- na protějším nároží je památkově chráněná funkcionalistická budova z roku 1937 přestavěná pro Pražskou městskou spořitelnu (roh Chlumovy ulice, č.p. 605)[4]
- objekt zaniklé uhelné Městské elektrárny na Žižkově, kterou tu v roce 1889 zprovoznil František Křižík. Po ukončení provozu v roce 1926 byla východní část přestavěna na tržnici (budova č. 1730/13)
- dvě budovy žižkovské sokolovny, památkově chráněné (novější stavba z roku 1933 čp. 929/17 a starší z roku 1898 čp. 929/19)[5]
- vpravo (na jižní straně ulice, v bloku mezi Lukášovou a Ostroměřskou) je poměrně rozlehlá nezastavěná proluka s parkovištěm
- doleva odbočuje na Vítkov ulice Pražačka, která je příjezdovou komunikací k Národnímu památníku na Vítkově
- Ohrada – frekventovaná křižovatka Hartigovy ulice s ulicemi Jana Želivského a Pod Krejcárkem, výraznou budovou je tu hotel Vítkov (jihovýchodní nároží, č.p. 1743/114) a podobně řešený protější dům Na Ohradě (jihozápadní nároží, č.p. 1686/112)
- napravo je areál žižkovské tramvajové vozovny; za ním na křižovatce s ulicí Za Žižkovskou vozovnou je každoročně cíl běžeckého závodu Běchovice–Praha
- na pravé straně ulice je areál kolejí Vysoké školy ekonomické (budovy z let 1953–1955)[6]
- dále ulice prochází mezi sídlišti Chmelnice (na levé, severní straně) a Jarov (na pravé, jižní straně), výstavba 1959–1963
- na levé straně je patrová budova hudebního klubu Nová Chmelnice (č.p. 2597/219)
- na pravé straně za ulicí V Jezerách je rozsáhlý vodohospodářský areál Pražských vodovodů a kanalizací

## Galerie

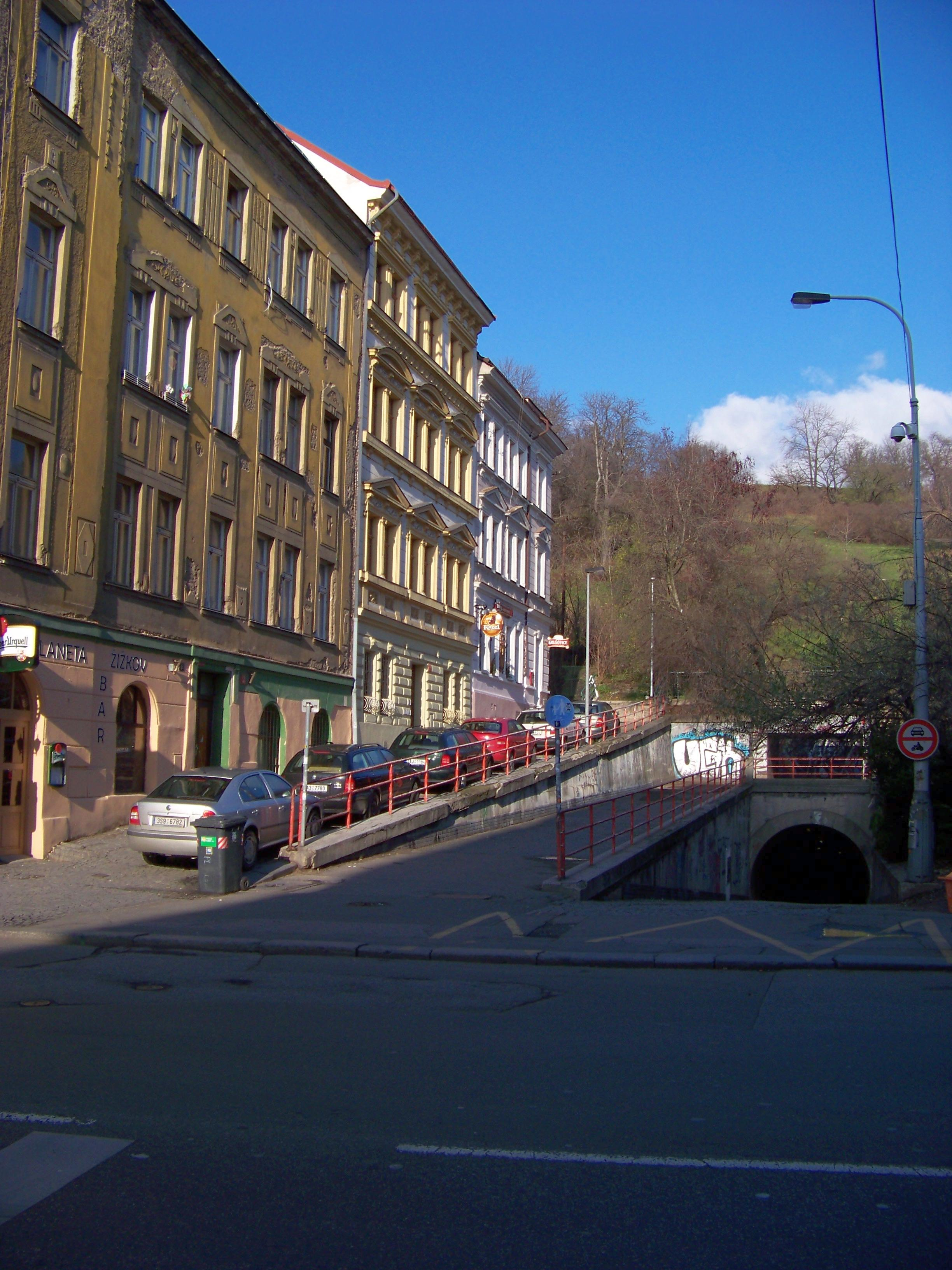
Tachovské náměstí: ústí Žižkovského tunelu
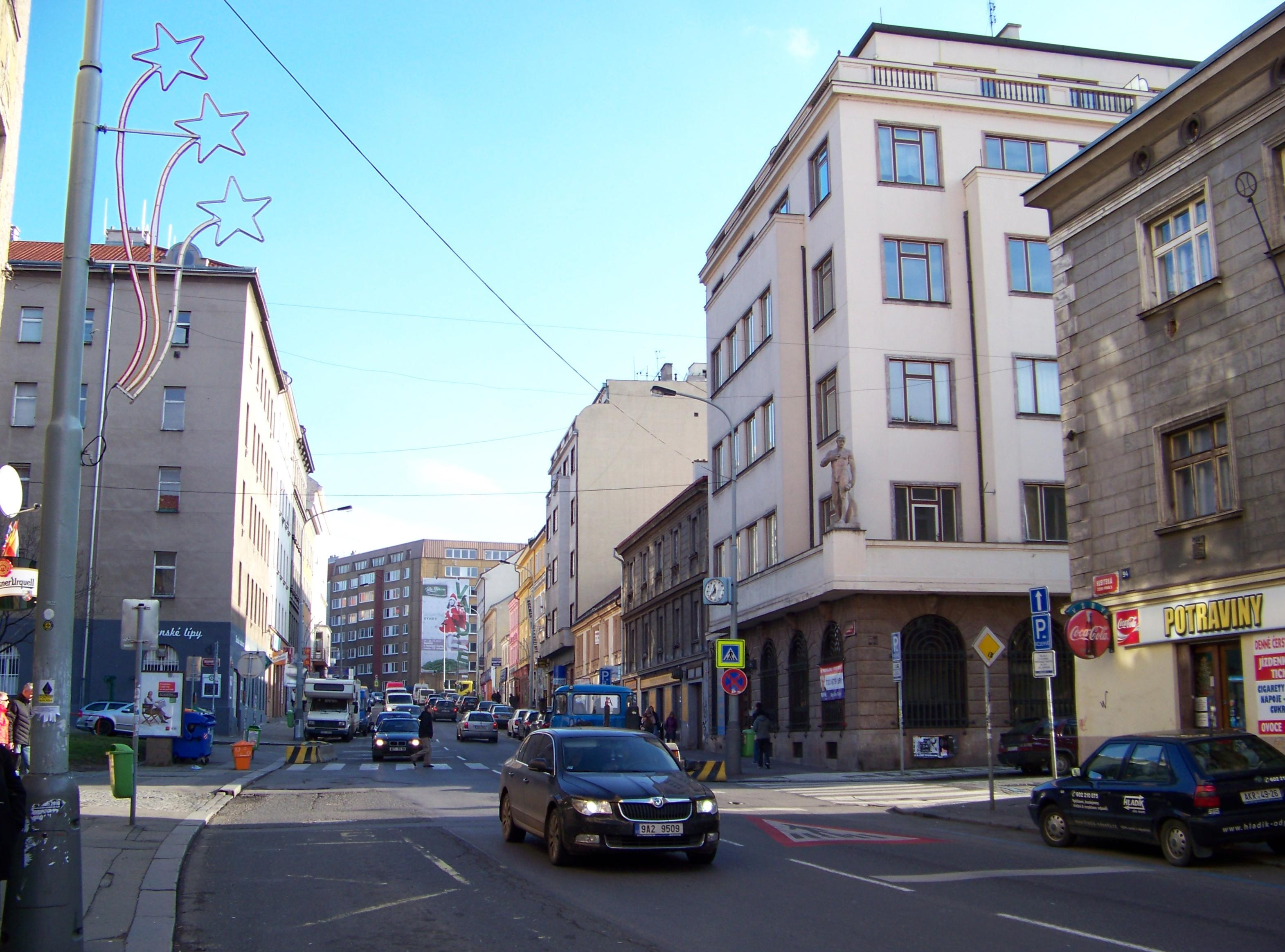
Tachovské náměstí: vpravo funkcionalistická budova na rohu Chlumovy ulice
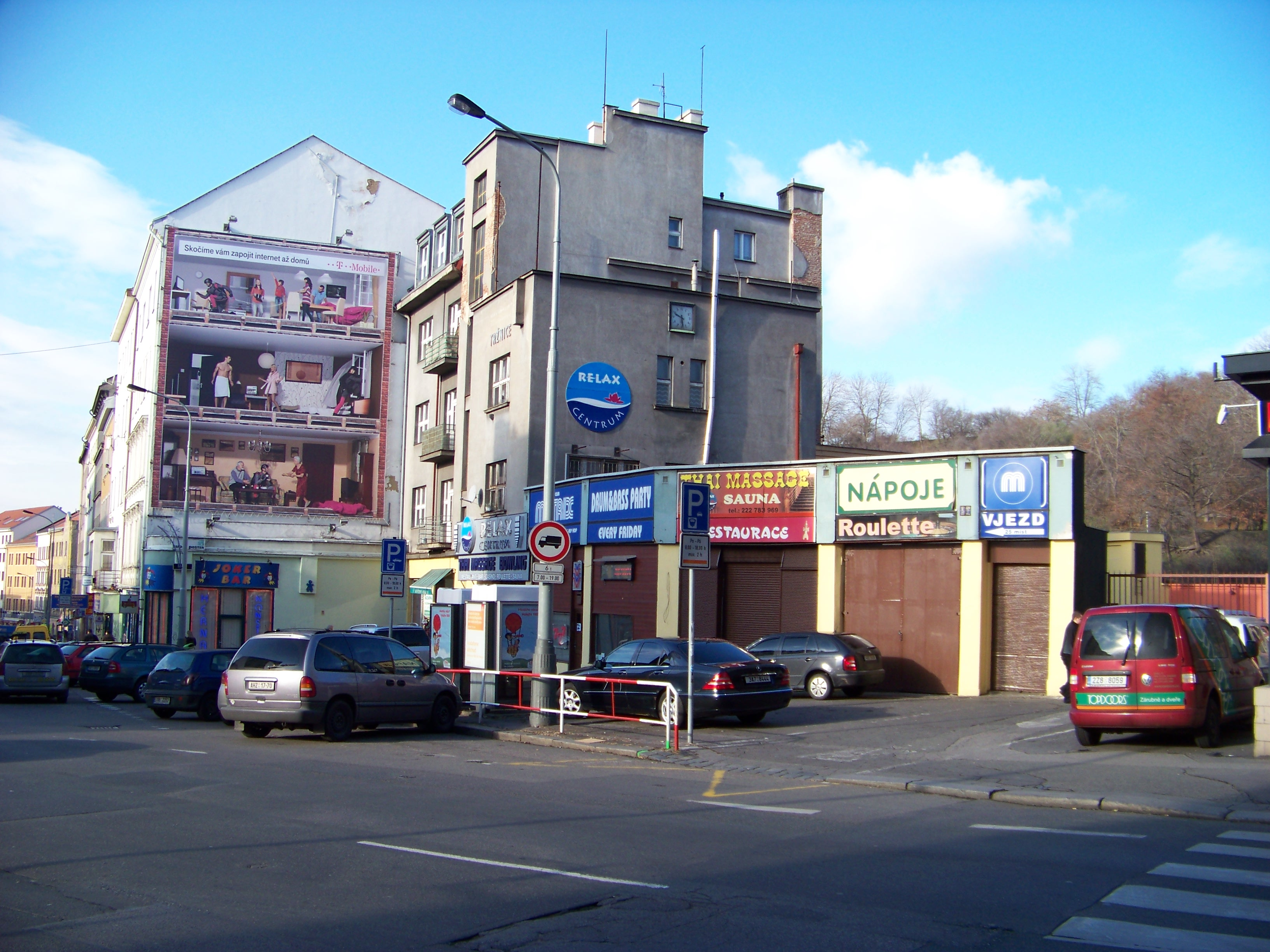
Žižkovská tržnice
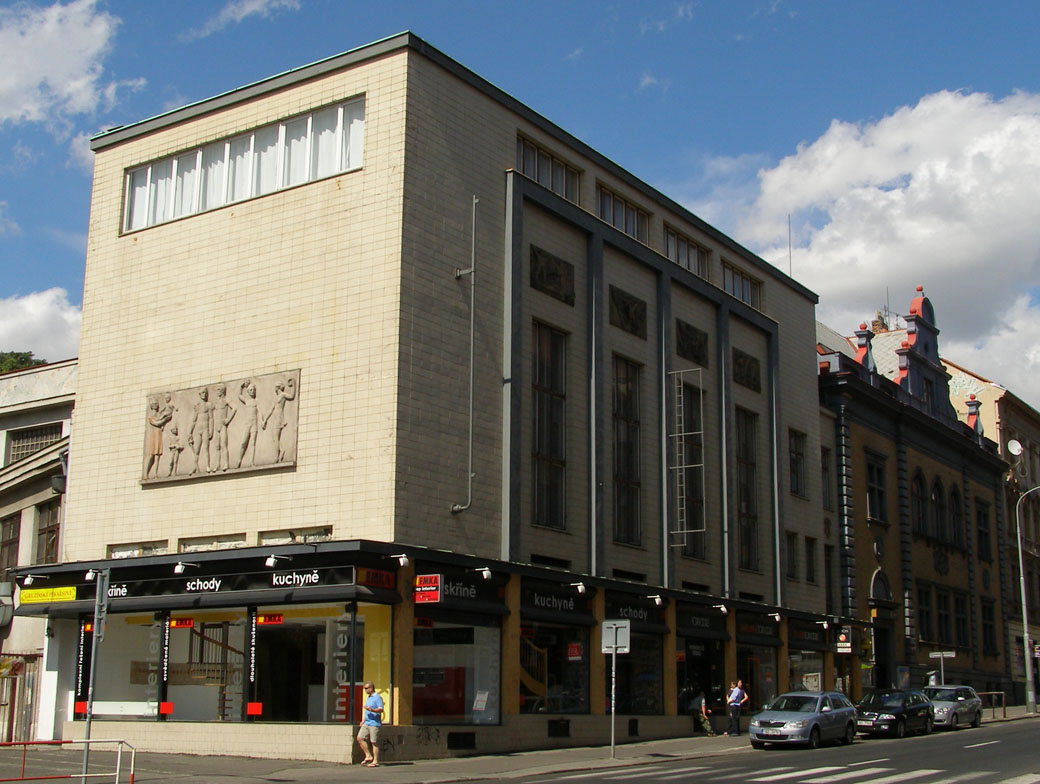
Žižkovská sokolovna: nová budova z roku 1933
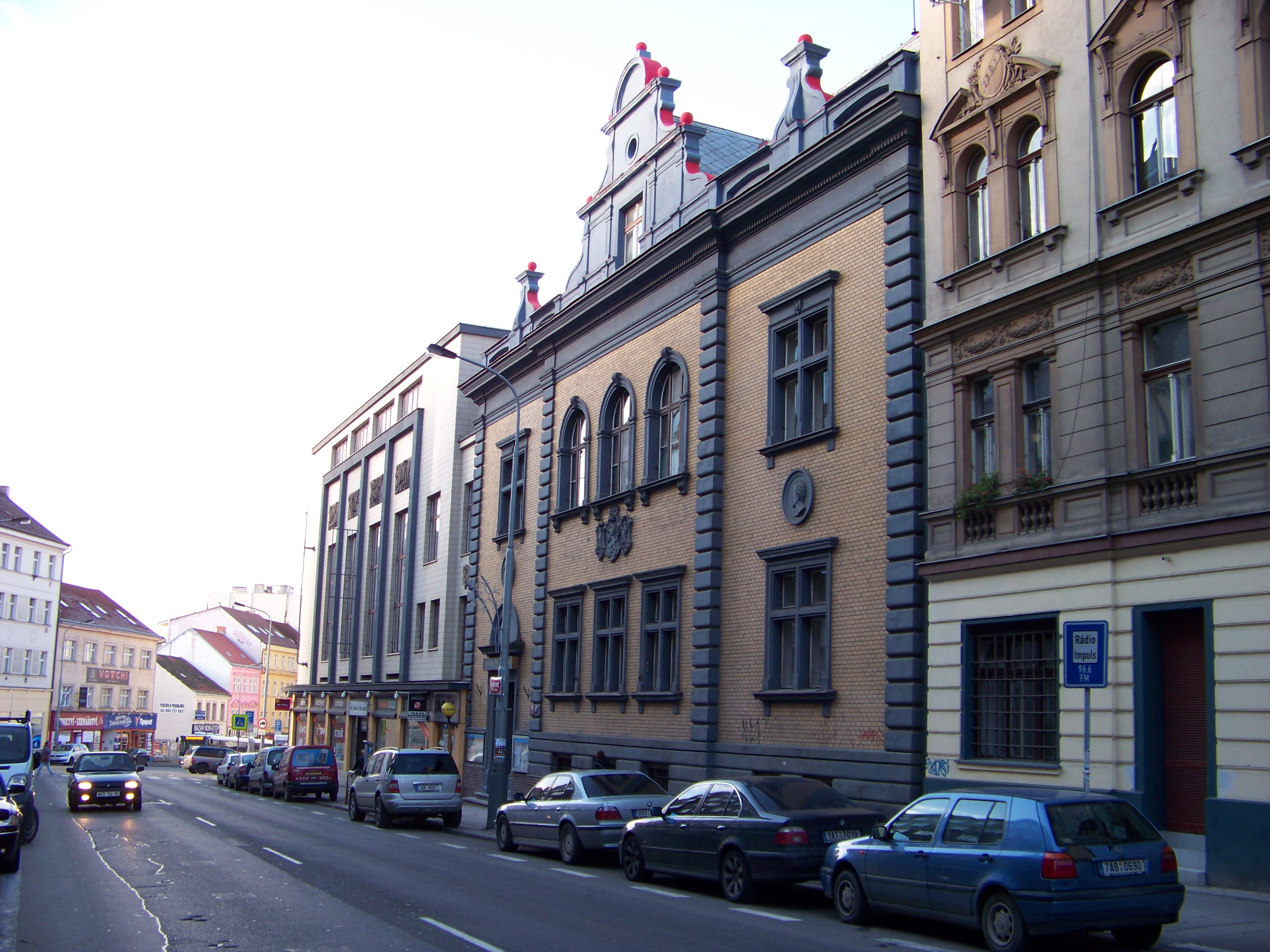
Žižkovská sokolovna: starší budova z roku 1898
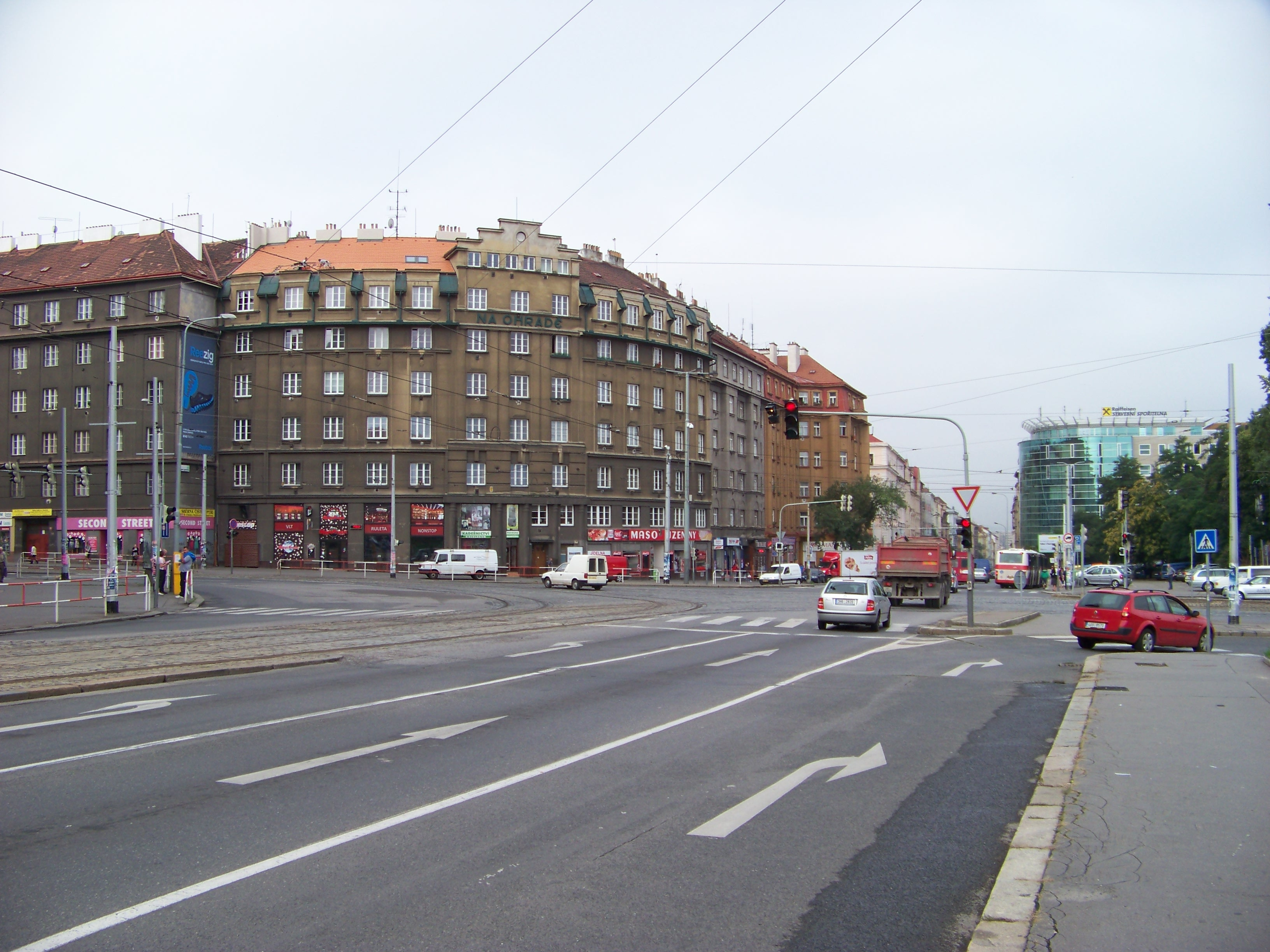
Křižovatka Ohrada
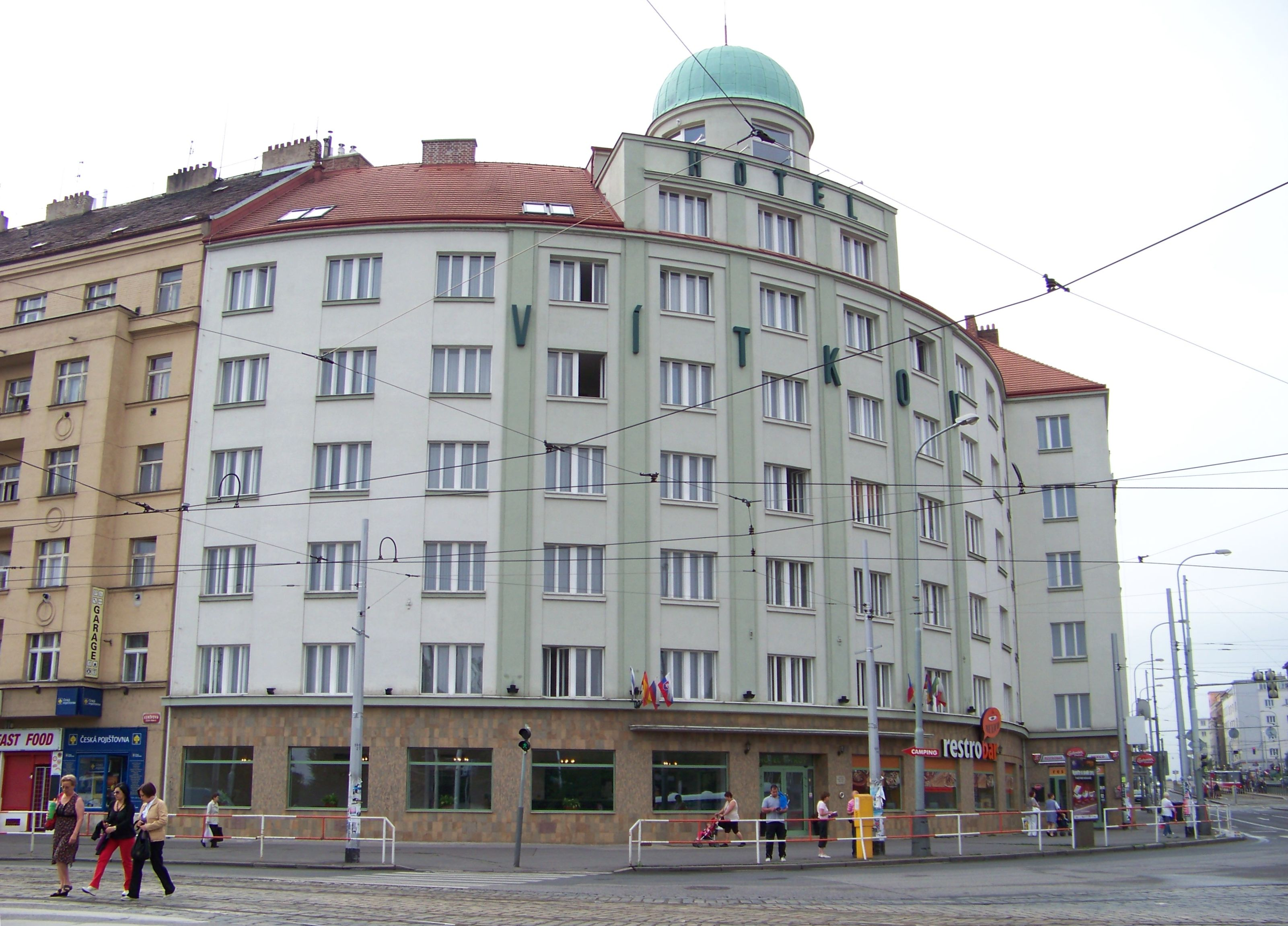
Hotel Vítkov
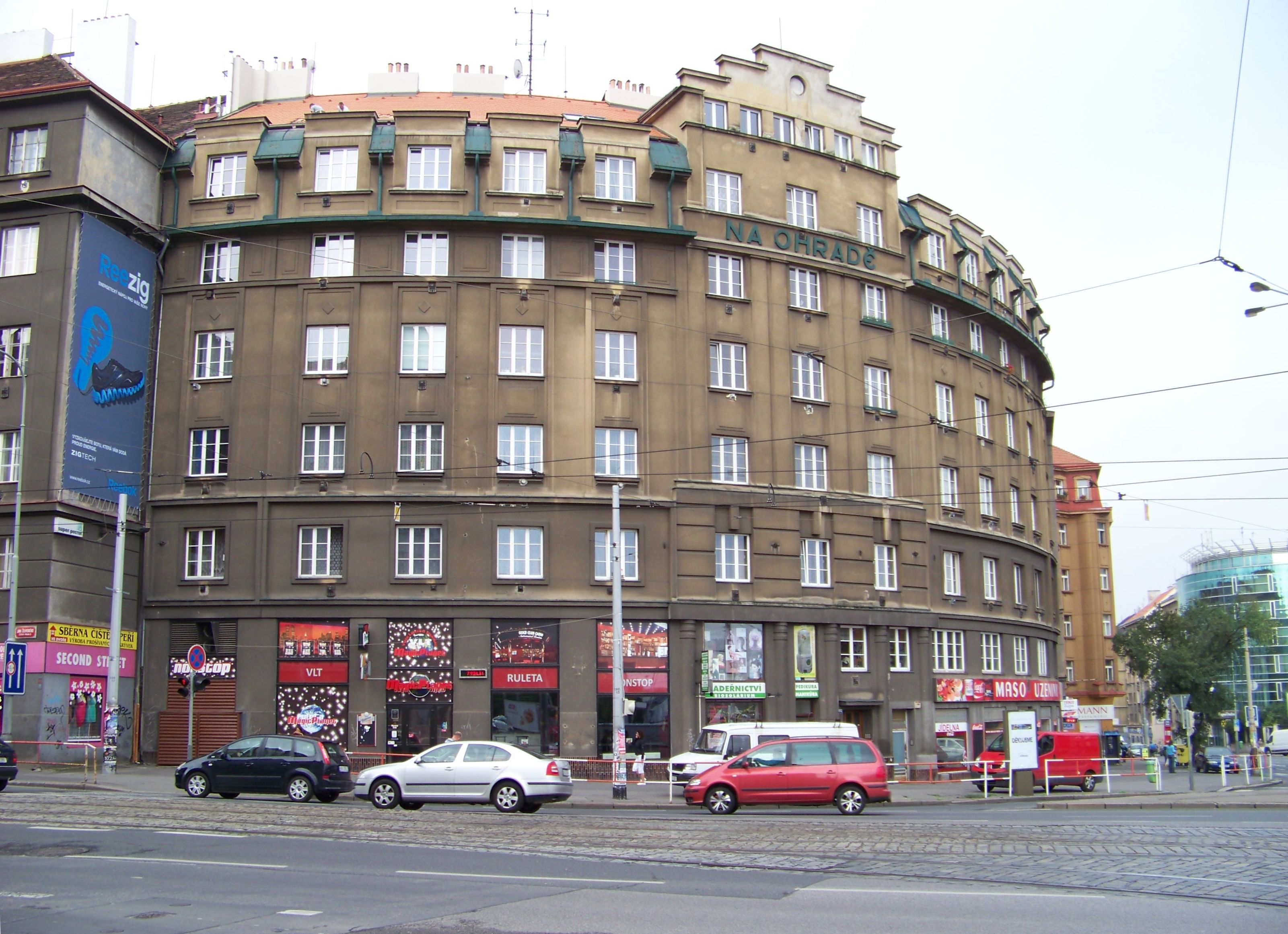
Dům Na Ohradě
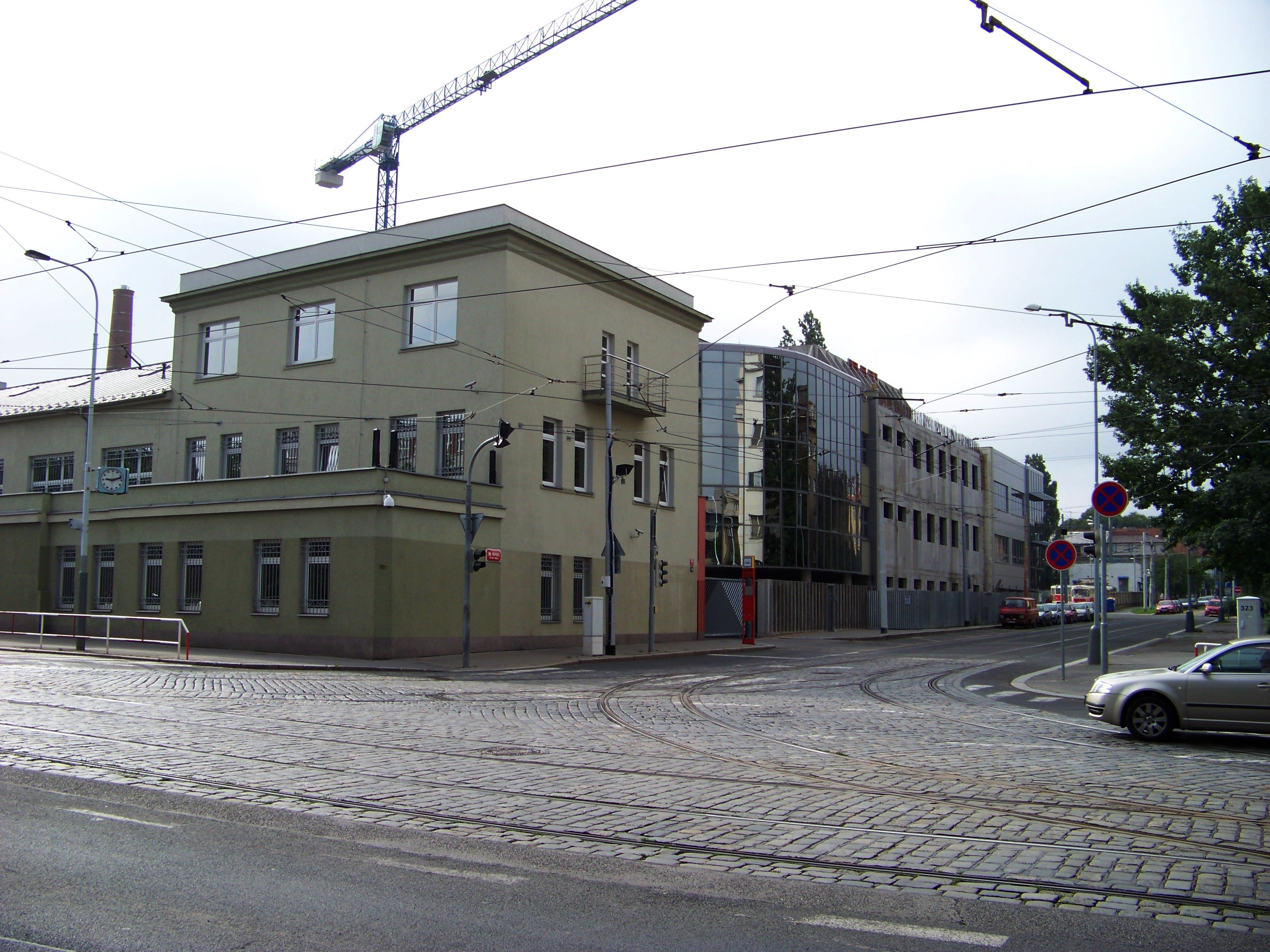
Na Vápence, areál tramvajové vozovny Žižkov
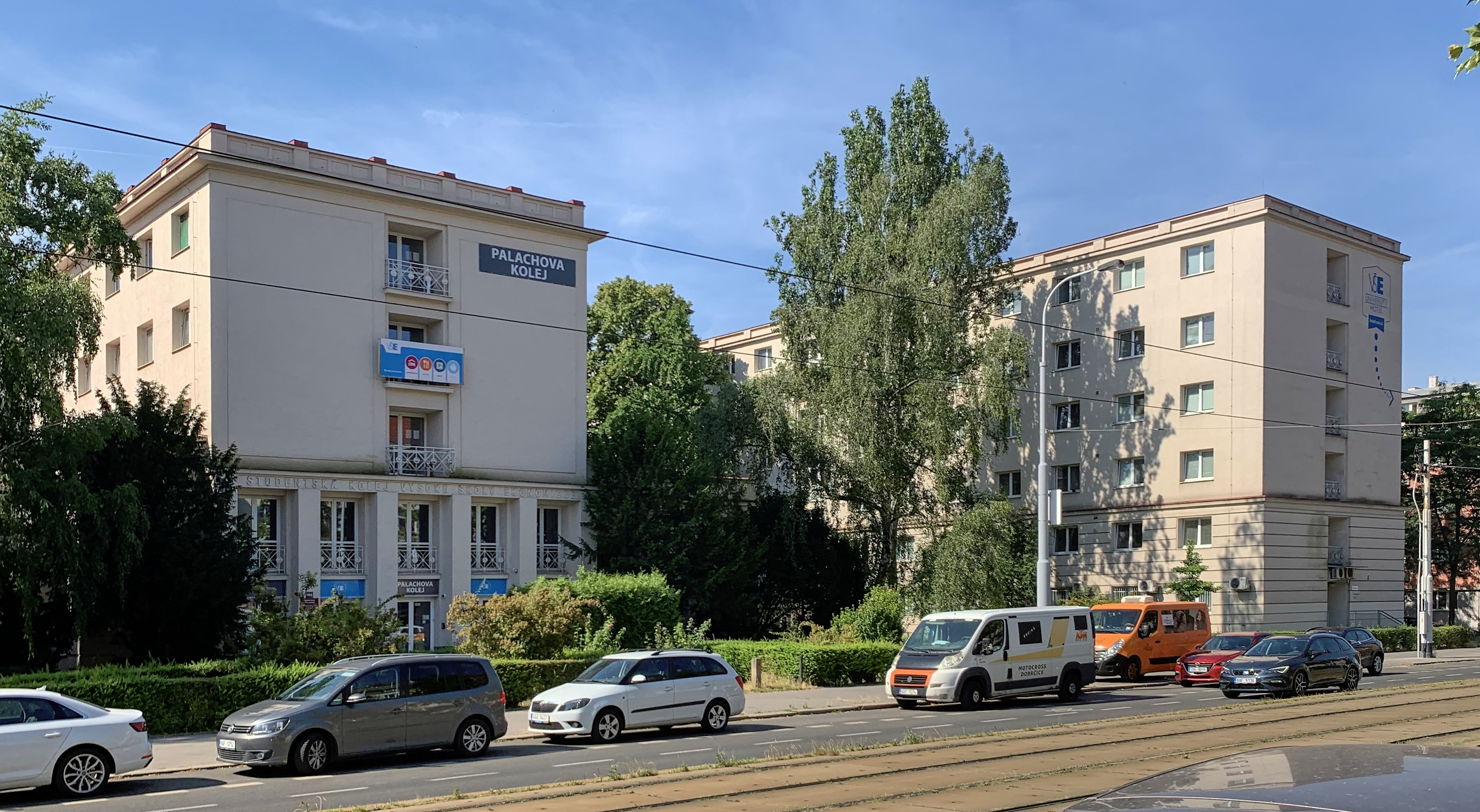
Koleje Vysoké školy ekonomické na Jarově
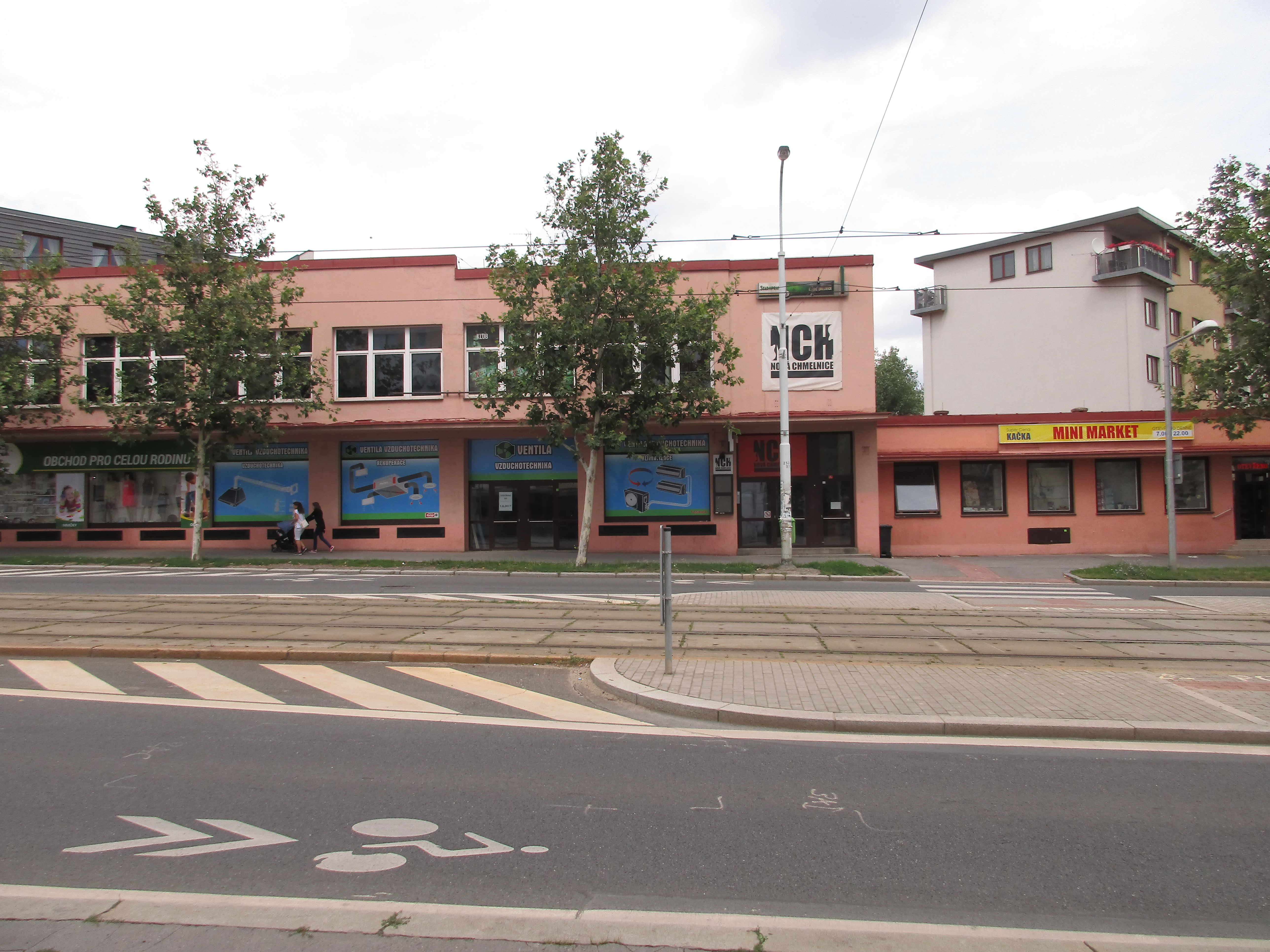
Hudební klub Chmelnice
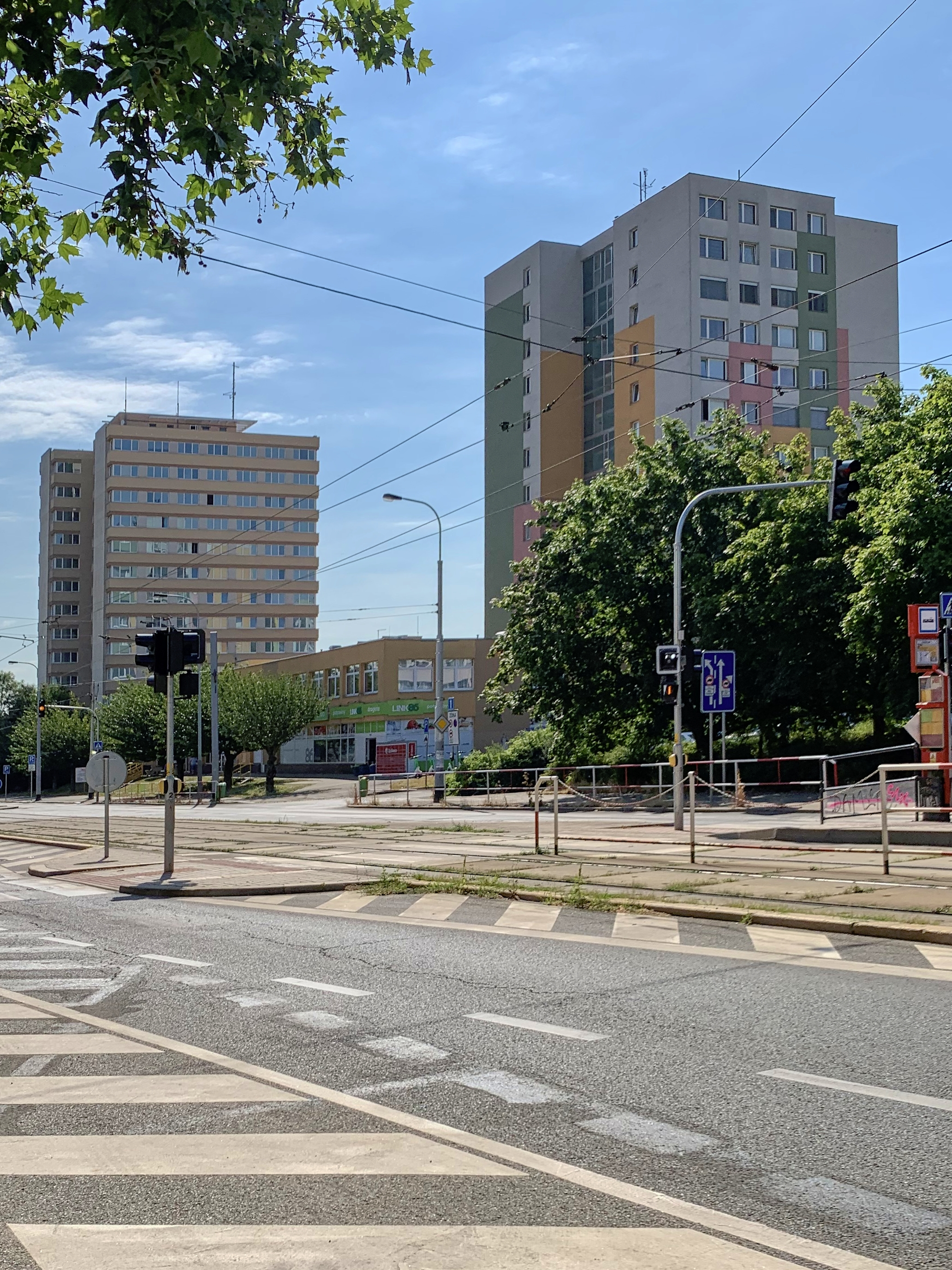
Výškové budovy sídliště Jarov